# Nationalpark Alberto de Agostini
Der Nationalpark Alberto de Agostini (spanisch Parque Nacional Alberto de Agostini) ist ein großer Nationalpark im Süden Chiles und wird von der chilenischen Forstbehörde Corporación Nacional Forestal (CONAF) verwaltet.
Er liegt in der Región de Magallanes y de la Antártica Chilena des Landes in der Provinz Antártica Chilena und bedeckt eine Fläche von 14.600 km². Er ist benannt nach dem Missionar und Forscher Alberto Maria De Agostini.
Der 1985 gegründete Park liegt etwa 80 km südlich von Porvenir. Hier liegen die riesigen kalbenden Gletscher De Agostini und Marinelli. Der Park umfasst praktisch den gesamten Südwesten Feuerlands. Er umfasst das ganze Gebirge Cordillera Darwin mit deren höchsten Berg Cerro Darwin (2488 m).
Die Flora und Fauna des Parks ist durch ein subantarktisch beeinflusstes gemäßigtes Klima geprägt. Insgesamt 49 Vogelarten wurden nachgewiesen, auch wenn Andenschakal und Argentinischer Kampfuchs das Gelände durchstreifen. In seinen Gewässern leben u. a. Weißbauchdelfin und Peale-Delfin, Seelöwen und Seeotter. An der Küste können Seeleopard, Mähnenrobbe, und Südlicher See-Elefant beobachtet werden.
Gemeinsam mit dem Nationalpark Kap Hoorn gehört der Nationalpark Alberto de Agostini seit 2005 zum Biosphärenreservat Kap Hoorn.